# 노퍽 양키스
노퍽 양키스(Norfolk Yankees)는 1940년부터 1941년까지 존재했던 미국 네브래스카주 노퍽의 야구팀으로, 웨스턴 리그에 참가했다. 뉴욕 양키스 산하에 있었다.
1951년부터 1956년까지 메이저 리그 베이스볼에서 활동했던 짐 딕은 이 팀에서 유일하게 알려진 메이저 리그 선수이다.